# Berenice Bedoya
Sor Berenice Bedoya Pérez (Yarumal, 18 de mayo de 1972) es una política, contadora y líder social colombiana.

## Biografía
Nació en Yarumal donde creció en la finca de propiedad de sus padres campesinos. Estudió contaduría en la Universidad de Antioquia. Ha participado en los proyectos sociales como lideresa.
Su carrera empezó como contratista de servicios públicos acueducto de Briceño Antioquia en 2010, entre 2012-2013 fue gerente de Aguas del Norte Antioqueño, contratista del área de participación ciudadana de la Superintendencia de Servicios Públicos Domiciliarios Territorial Occidente.
Fue candidata para la Cámara de Representantes en 2014 pero no resultó elegida, así como una curul de diputada de Antioquia en 2015. En 2022 fue elegida como Senadora de la República por el partidos Alianza Independiente qué es presidenta del partidos actualmente y es integrante de la comisión séptima del senado.